# 체사레 프란델리
체사레 클라우디오 프란델리(이탈리아어: Cesare Claudio Prandelli, 1957년 8월 19일 ~ )는 이탈리아의 전 축구 선수이자 감독이다.

## 우승 경력

### 선수
크레모네세
- 세리에 C: 1976–77

 유벤투스
- 세리에 A: 1980–81, 1981–82, 1983–84
- 코파 이탈리아: 1983
- 유러피언 컵: 1984–85
- UEFA 컵 위너스컵: 1983–84

### 감독
이탈리아
- UEFA 유럽 축구 선수권 대회: 준우승 (2012)

 베로나
- 세리에 B: 1998–99 1위 – 승격

 베네치아
- 세리에 B: 2000–01 4위 – 승격